# ジャクソン郡 (インディアナ州)

インディアナ州内の位置

ジャクソン郡（Jackson County）は、アメリカ合衆国インディアナ州に位置する郡である。人口は46,920人（2025年推計）。郡庁所在地はブラウンズタウンである。

## 地理
アメリカ合衆国統計局によると、この郡は総面積1,331 km2 (514 mi2) である。このうち1,319 km2 (509 mi2) が陸地で12 km2 (4 mi2) が水地域である。総面積の0.86%が水地域となっている。

### 隣接する郡
- ブラウン郡  (北 [1])
- バーソロミュー郡  (北 [2])
- ジェニングス郡  (東)
- スコット郡  (南東)
- ワシントン郡  (南)
- ローレンス郡 (西)
- モンロー郡 (南西)

## 人口動静
2000年国勢調査で、この郡は人口41,335人、16,052世帯、及び11,573家族が暮らしている。人口密度は31/km2 (81/mi2) である。13/km2 (34/mi2) の平均的な密度に17,137軒の住居が建っている。この郡の人種的構成は白人96.13%、アフリカン・アメリカン0.55%、先住民0.24%、アジア0.78%、太平洋諸島系0.06%、その他の人種1.54%、及び混血0.70%である。人口の2.69%がヒスパニックまたはラテン系である。
この郡内の住民は25.50%が18歳未満の未成年、18歳以上24歳以下が8.80%、25歳以上44歳以下が30.30%、45歳以上64歳以下が22.10%、及び65歳以上が13.30%にわたっている。中央値年齢は36歳である。女性100人ごとに対して男性は97.30人である。18歳以上の女性100人ごとに対して男性は94.60人である。
この郡の世帯ごとの平均的な収入は39,401米ドルであり、家族ごとの平均的な収入は45,210米ドルである。男性は31,505米ドルに対して女性は22,301米ドルの平均的な収入がある。この郡の一人当たりの収入 (per capita income) は18,400米ドルである。人口の8.50%及び家族の6.50%は貧困線以下である。全人口のうち18歳未満の9.70%及び65歳以上の9.00%は貧困線以下の生活を送っている。

## 都市及び町

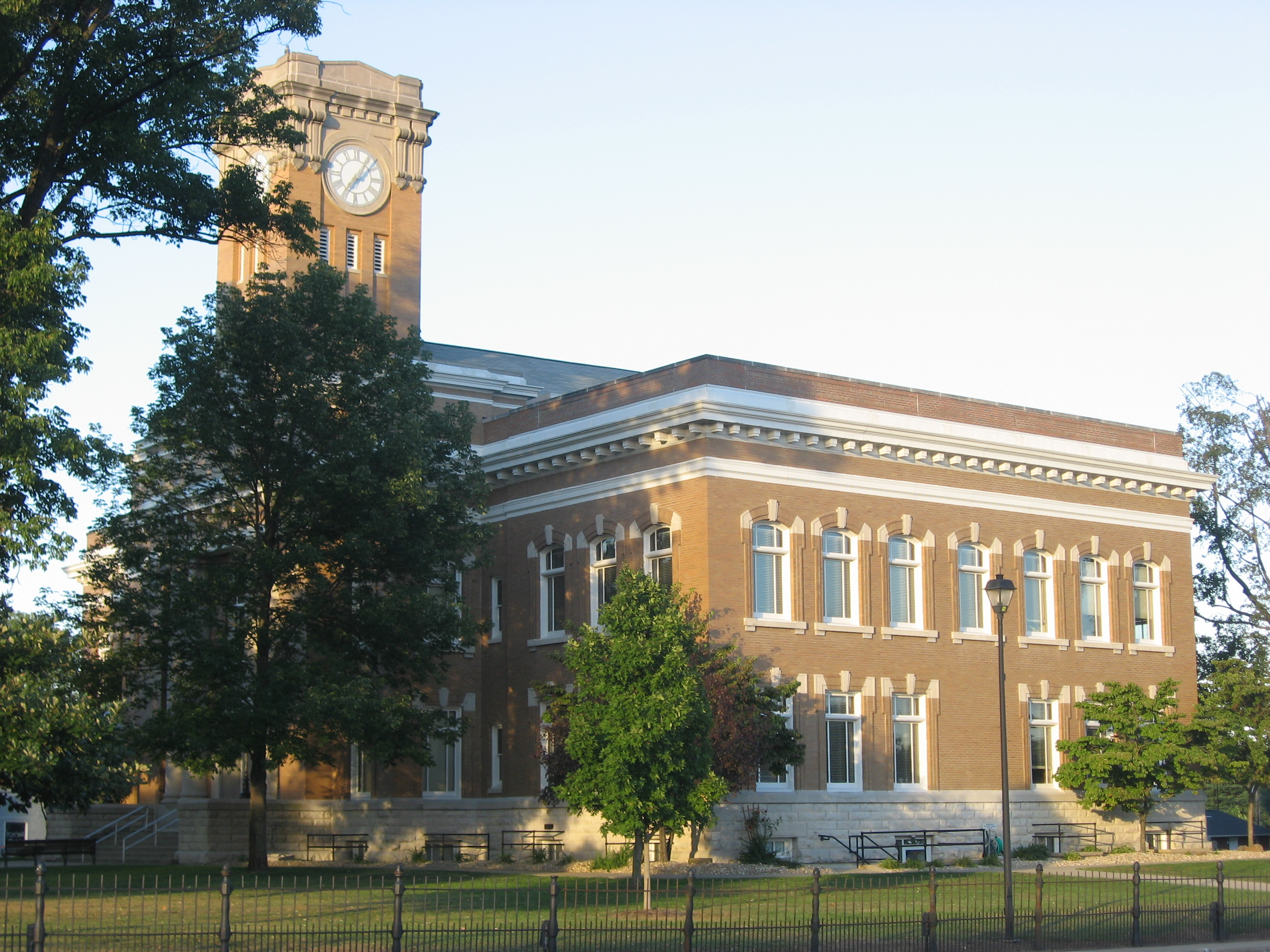
ブラウンズタウンにある郡庁

- ブラウンズタウン
- Crothersville
- Medora
- Seymour